# Shu-turul
Shu-turul (fl. XXII secolo a.C.) è stato l'ultimo dei re di Akkad, successore di Dudu, che aveva regnato per 21 anni dopo l'anarchia successiva alla morte di Shar-Kali-Sharri.
Sotto Shu-turul, Akkad venne conquistata e la capitale dell'impero si spostò a Erech.